# Шитова Світлана Миколаївна
Шитова Світлана Миколаївна — етнограф, кандидат історичних наук (1968), заслужений працівник культури Республіки Башкортостан(2003).

## Біографія
Шитова Світлана Миколаївна народилась 12 лютого 1936 року у м. Сталінград.
З 1953 - 1958 — студентка кафедри етнографії історичного факультету МДУ. Потім за заявкою Президії АН СРСР розподілена в Башкирську філію АН СРСР (м. Уфа).
З 1 серпня 1958 року працює в Інституті історії, мови і літератури Уфимського наукового центру Російської академії наук лаборантом сектора історії, з листопада 1959 року — молодшим науковим співробітником сектора археології, етнографії та мистецтва, з листопада 1970 року — старшим науковим співробітником сектора археології та етнографії.

## Наукова діяльність
17 травня 1968 року захистила в МДУ кандидатську дисертацію на тему «Формування та розвиток башкирського народного костюма» ((рос.) «Формирование и развитие башкирского народного костюма»).
Світлана Миколаївна вела активну польову етнографічну роботу, в тому числі в 1966 році була в складі Середньоазіатської експедиції Інституту етнографії АН СРСР в Узбекистані та Таджикистані, в 1967 році як етнограф-консультант в Ямало-Ненецькому національному окрузі у складі бригади ЦК ВЛКСМ.
Публікується у журналі (рос.)«Этнографическое обозрение».
Башкирський народний одяг, традиційні художні ремесла, різьблення та розпис по дереву, історія архітектурного декору в башкирських аулах, повсть, килими і тканини, поселення і житла башкир — ось неповний перелік тем її наукових праць.
Основна сфера наукових інтересів — Історія та етнографія народів Урало-Поволжя; історія і етнографія народів Центральної Азії; історія і етнографія башкир.
На рахунку у Світлани Миколаївни понад 100 наукових праць, монографій, понад 25 експедицій, більше 10 виданих книг по матеріальній культурі і декоративному мистецтву.

### Основні публікації
Список мовою публікацій:
- Зауральские башкиры: этнографический очерк быта и культуры конца XIX — начала XX в. (совместно с Р. Г. Кузеевым, Н. В. Бикбулатовым) // Археология и этнография Башкирии. Уфа, 1962. Т. 1. С. 171—267;
- Башкиры: Историко-этнографический очерк (совместно с Р. Г. Кузеевым). Уфа, 1963. 151 с.;
- Башкиры (совместно с Р. Г. Кузеевым) // Народы мира: Народы Европейской части СССР. М., 1964. Ч. 2. С. 682—741;
- Башкиры (совместно с В. Н. Белицер, Р. Г. Кузеевым) // Очерки общей этнографии. Европейская часть СССР. М., 1968. С. 410—423;
- Материальная культура башкир: Программа для сбора этнографического материала. Уфа, 1975. 85 с.;
- Материалюная культура башкир: Программа для сбора этнографического материала. Уфа, 1975. 85 с.;
- Декоративное творчество башкирского народа (совместно с Н. В. Бикбулатовым, Р. Г. Кузеевым). Уфа, 1979;
- Традиционные поселения и жилища башкир. Вторая половина XIX — первая четверть XX в. М., 1984. 252 с.;
- Башкирская народная одежда. Уфа, 1995. 240 с.;
- Резьба и роспись по дереву у башкир. Уфа, 2001. 164 с.;
- Башкиры: этническая история и традиционная культура (совместно с Н. В. Бикбулатовым, Р. М. Юсуповым, Ф. Ф. Фатыховой). Уфа, 2002. 202 с.;
- Материальная культура // Курганские башкиры. Уфа, 2002. С. 104—152;
- История архитектурного декора в башкирских аулах. Уфа, 2004. 218 с.[3].

## Нагороди, звання
- 1986 — медаль «За трудову відзнаку»
- 1990 — медаль «Ветеран праці»
- 1974 та 1999 — Почесні грамотами Президії Академії наук
- 25.04.2003 — заслужений діяч культури Республіки Башкортостан